# ピン女のメリークリスマス 〜恋したい、恋しようとしない、恋できない。〜
『ピン女のメリークリスマス 〜恋したい、恋しようとしない、恋できない。〜』（ピンじょのメリークリスマス　こいしたい、こいしようとしない、こいできない。）は、日本テレビにて2012年12月18日から12月20日の3日間にわたって0:18 - 1:13（プラチナイト枠）で放送されたスペシャルドラマ。

## 解説
「1日先にも彼氏が欲しい。1秒先にも恋愛がしたい…。でも出来ない!」
このドラマは、いつの間にか恋の劣等生になってしまった「ピン女」（独り身の女子）の一人が過ごすあるクリスマスの生き様を、ジェットコースターのように巻き込まれていく試練の中、ガムシャラに恋のトキメキを探そうと、走り、笑い、困り、慌て、涙する主人公の描写を3話に濃縮して展開する。また、主題歌を松任谷由実が担当した。

## ストーリー
2012年のクリスマス直前。そこにつき慣れた溜息を漏らすひとりの女性が居た。3年続けて彼氏なし…。今すぐ恋愛はしたい、でもなぜか出来ない…。今年も間違いなくピン女としてクリスマスを迎えることを受け入れていた女性、松原楓は自らが働く文房具店でひょんなことから「この世の全ての女の子をときめかす」広告POPの作成を命じられてしまう。「トキメキ」という四文字から遥か遠くに離れた楓にはあまりの無理難題に、連日勝手気ままに宅飲みを繰り広げる幼馴染の入江の家へ駆け込み、親友の凛子とその後輩・あかり、そして家主の入江に対して愚痴をこぼしていると、なぜか「楓が恋愛すれば全ての悩みは解決するのではないか!」という流れになってしまう。焦る楓。恋愛はしたいけど、正直色々頑張ったり、新しいことを始めるのはめんどくさい…。様々な言い訳を駆使して逃げようとするも、友人たちの作戦にまんまと巻き込まれ、怒涛の日々が展開されていくことになってしまう。ジェットコースターのように次々に巻き起こるリアル感溢れる恋愛現象の数々。「めんどくさい」その一言で恋と距離をとり続けた彼女は12月24日、クリスマスを無事に笑顔で迎えることが出来るのだろうか…。

## 放送リスト
- 第1夜（2012年12月18日） 「恋する第一夜」
- 第2夜（2012年12月19日） 「恋したい第二夜」
- 第3夜（2012年12月20日） 「恋した第三夜」

## キャスト
- 松原楓 - 貫地谷しほり
- 広沢あかり - 谷村美月
- 矢島凛子 - 平岩紙
- 汐田健太郎 - ムロツヨシ
- 早見亮介 - 平山浩行
- 瀬尾優一 - 金子ノブアキ
- 南啓人 - 中尾明慶
- 千葉りいこ - 小島藤子
- 入江渉 - 塚本高史

## スタッフ
- 脚本：松田裕子
- 制作統括：神蔵克
- チーフプロデューサー：大平太
- プロデューサー：福井雄太、秋元孝之
- 演出：大谷太郎
- 制作協力：オフィスクレッシェンド
- 製作著作：日本テレビ

## 主題歌・挿入歌
すべて松任谷由実のベストアルバム「日本の恋と、ユーミンと。」から使用された。なお、オープニングは3話共通で「ルージュの伝言」。
第1夜
- 挿入歌:「幸せになるために」
- 主題歌:「ダンスのように抱き寄せたい」

第2夜
- 挿入歌:「魔法のくすり」、「守ってあげたい」、「恋人がサンタクロース」、「12月の雨」、「Sunny day Holiday」
- 主題歌:「ダンデライオン～遅咲きのたんぽぽ」

第3夜
- 挿入歌:「真珠のピアス」、「恋人がサンタクロース」、「ダイアモンドダストが消えぬまに」、
- 主題歌:「やさしさに包まれたなら」、「Sunny day holiday」

## 映像ソフト
2013年2月13日、VAPからDVDが発売された。